# Trioza portulacoides
Trioza portulacoides är en insektsart som beskrevs av Cesare Conci och Tamanini 1984. Trioza portulacoides ingår i släktet Trioza och familjen spetsbladloppor. Inga underarter finns listade i Catalogue of Life.